# 科拉科塔湖
16°43′33″S 69°12′56″W / 16.72583°S 69.21556°W
科拉科塔湖（Quraquta），是秘魯的湖泊，位於該國東南部普諾大區，由丘奎托省的克柳約區負責管轄，處於帕里納科塔湖西南面，海拔高度3,868米。